# 화성구역
화성구역(和盛區域)은 조선민주주의인민공화국 평양시의 20개 구역의 하나이다. 

## 역사
- 2022년 룡성구역 화성동에서 화성구역으로 승격

## 행정
- 화성1동
- 화성2동
- 화성3동
- 청화1동
- 금릉1동